# 옥보단 3D
옥보단 3D(3-D Sex And Zen: Extreme Ecstasy)는 홍콩에서 제작된 손립기 감독의 2010년 드라마, 에로 영화이다. 마츠노이 미야비 등이 주연으로 출연하였고 소약원 등이 제작에 참여하였다.

## 출연

### 주연
- 하야마 히로
- 란옌
- 마츠노이 미야비
- 스오 유키코
- 뢰개흔
- 하화초
- 키시타 커트
- 제이슨 록
- 진일풍
- 저스틴 청
- 胡耀辉
- 黄嘉汶
- 플로라 청

## 제작진
- 원작자: 호요휘
- 의상: 신디 쳉